# Lira turca
La lira turca (en turc Türk lirası, lira o, simplement, TL) és la moneda de Turquia i, de fet, també la de la República Turca de Xipre del Nord. Té el codi ISO 4217 TRY (on la Y prové del turc yeni, 'nova', del nom que va adoptar la moneda entre els anys 2005-2009: Yeni Türk Lirası, 'nova lira turca') i s'abreuja TL. Se subdivideix en 100 kuruş o piastres.

## Primera lira (TRL)
Originàriament la lliura turca (lira) fou una moneda d'or, introduïda el 1844, i equivalia a 100 piastres (kuruş), cadascuna de les quals es dividien alhora en 40 para. Abans de la lira, la unitat monetària usada per l'Imperi Otomà havia estat primerament l'akçe, que més endavant seria substituït per la piastra, que en un començament havia estat una gran moneda d'argent, però que al final del segle xix s'havia convertit en una petita peça d'argent equivalent a la centèsima part de la lira d'or.

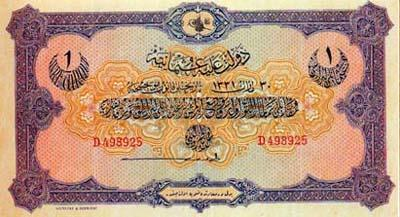
Bitllet d'1 lira de 1915

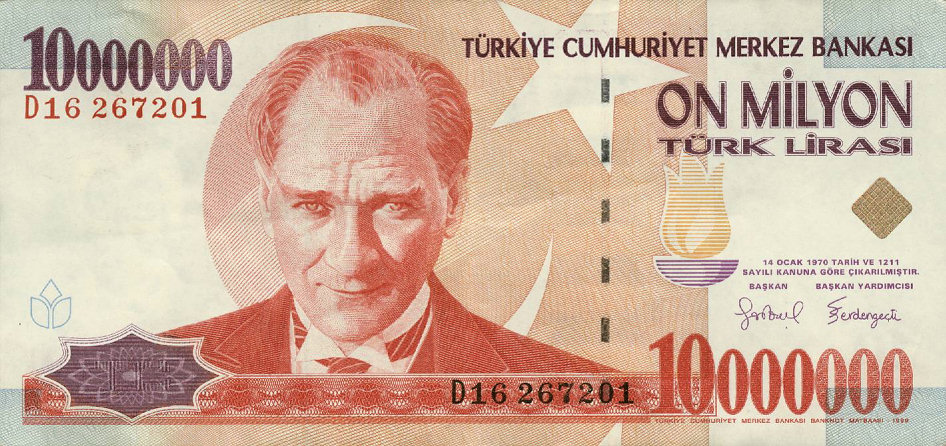
Bitllet de 10.000.000 de lires amb l'efígie de Kemal Atatürk, en circulació entre 1999 i 2005

Arran de la proclamació de la república, Turquia va continuar conservant la lira com a unitat monetària, amb l'emissió de nous bitllets i monedes des de 1924. A partir de la dècada de 1970 la lira turca va anar patint successives depreciacions a causa d'una inflació galopant: si un dòlar dels Estats Units el 1933 valia 2 lires, el 2001 equivalia a 1.650.000 lires turques. Així, una antiga lliura d'or s'hauria pogut vendre per uns 120 milions de lires turques d'abans de la revaluació del 2005, moment en què la moneda turca era la unitat monetària de valor més baix del món. Per aquest motiu, el desembre del 2003, el Parlament turc va aprovar una llei que permetia "treure sis zeros" i crear una nova moneda.
Abans de l'esmentada revaluació, en circulaven monedes de 50.000, 100.000 i 250.000 lires, i bitllets de 500.000, 1.000.000, 5.000.000, 10.000.000 i 20.000.000 lires.

## Segona lira (TRY)

Símbol de la lira turca

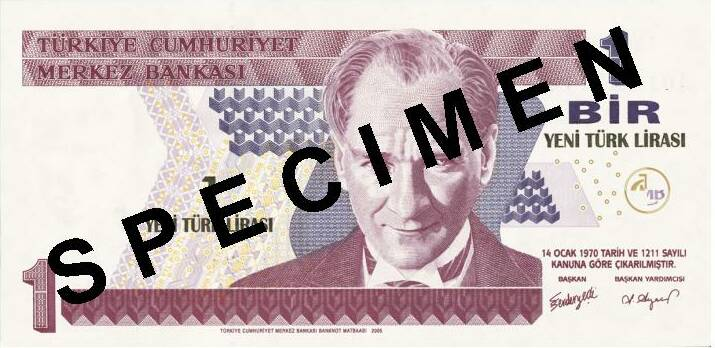
Bitllet d'1 nova lira turca, denominació de la lira entre els anys 2005 i 2009

L'1 de gener del 2005, doncs, va entrar en vigor la nova lira turca (en turc yeni Türk lirası) a raó d'un milió de les antigues lires per una de nova. Va adoptar el codi ISO 4217 TRY i s'abreujava YTL. A partir de l'1 de gener del 2009, però, se li ha tret el qualificatiu de nova i es torna a dir oficialment lira turca. Amb tot i això, el codi ISO 4217 continua essent TRY, si bé es torna a abreujar com la lira precedent, TL (de türk lirası).
Emesa pel Banc Central de la República de Turquia (Türkiye Cumhuriyet Merkez Bankası), en circulen monedes d'1, 5, 10, 25 i 50 kuruş i d'1 lira, i bitllets de 5, 10, 20, 50, 100 i 200 lires. El 2018, Turquia va passar per una crisi de divises i deutes, caracteritzada per la lira turca que va caure en el valor, la inflació elevada, l'augment dels costos d'endeutament i, per conseqüència, els incidents de préstecs.

### kuruş

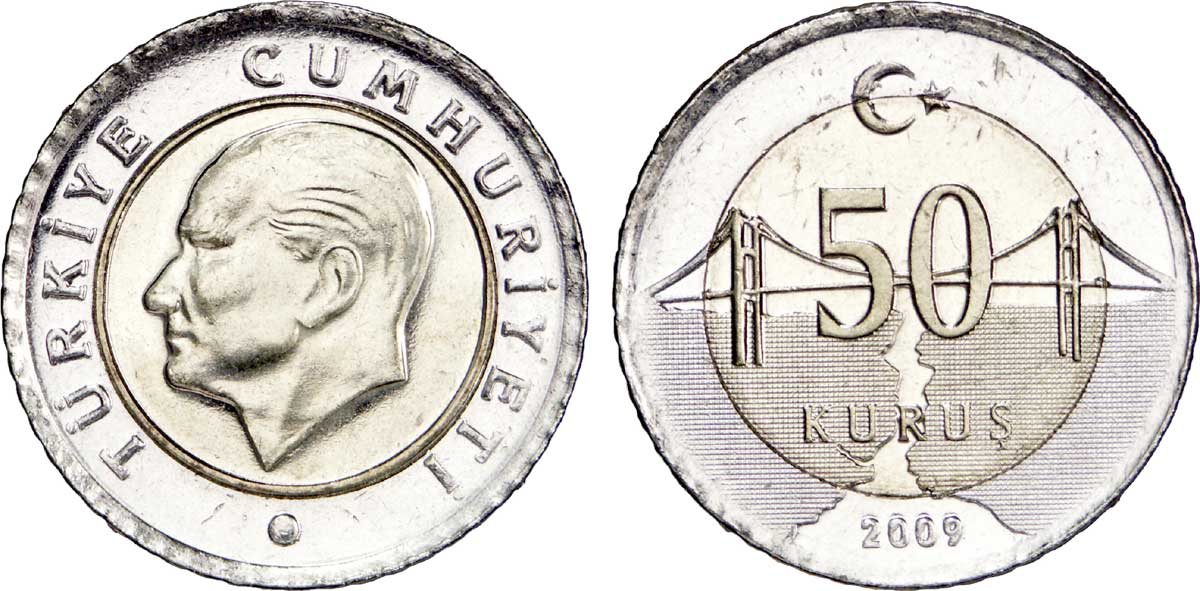
Moneda de 50 kuruş del 2009 amb la imatge de Mustafa Kemal Atatürk a l'anvers

El kuruş és la subunitat de la lira turca, la unitat monetària de Turquia. 100 kuruş equivalen a una lira. Es va establir com a moneda de l'Imperi Otomà l'any 1688 durant el govern de Solimà II en substitució de l'Akçei es subdividia en 40 para o 120 akçe, i era conegut entre els occidentals com a piastra. Després de la devaluació de l'antiga lira turca (TRL) i arran de la creació de la nova lira (TRY), entre l'1 de gener de 2005 i el 31 de desembre de 2008 es va anomenar Yeni Kuruş (nou kuruş).